# 妙海寺 (沼津市)
妙海寺（みょうかいじ）は、静岡県沼津市にある日蓮宗の寺院。山号は龍王山。旧本山は、玉沢妙法華寺。小西・函南法縁。日蓮が津波よけの祈祷を行ったことで知られる。

## 寺宝
- 日蓮筆法華曼荼羅（弘安3年5月8日（1280年）、紙本墨書）
- 釈迦如来坐像（平安時代）

## 旧末寺
日蓮宗は昭和16年に本末を解体したため、現在では、旧本山、旧末寺と呼びならわしている。
- 香貫山塩満寺（沼津市下香貫林ノ下）
- 光法山蓮窓寺（沼津市松長）
- 栄長山妙法寺（静岡県田方郡函南町肥田）

## 参考資料
- 日蓮宗寺院大鑑編集委員会『宗祖第七百遠忌記念出版 日蓮宗寺院大鑑』大本山池上本門寺 (1981年)
- 渡辺宝陽、中尾尭監修『日蓮 久遠のいのち』平凡社 別冊太陽日本のこころ206（2013年）

## 関連寺院
- 実相寺